# Ford Stone House
Ford Stone House ist ein Baudenkmal nahe Elliston im Grant County des US-Bundesstaats Kentucky. 
Das Gebäude wurde um 1820 erbaut, in derselben Zeit als das Grant County entstand. Der erste Eigentümer, John Ford, war 1794 aus Virginia nach Kentucky gezogen. Der historische Wert des Ford Stone House rührt daher, dass in dieser weniger wohlhabenden Region Steinhäuser im frühen 19. Jahrhundert nur selten entstanden.
Ford Stone House wurde am 27. Februar 1980 in das National Register of Historic Places aufgenommen.